# What Happened in the Tunnel
What Happened in the Tunnel je americký němý film z roku 1903. Režisérem je Edwin S. Porter (1870–1941). Film trvá zhruba 1 minutu a premiéru měl 6. listopadu 1903.

## Děj
Film zachycuje tři cestující ve vagónu. Ženě, která je v doprovodu afroamerické služebny, spadne kapesník, čehož si okamžitě všimne muž, který sedí přímo za ní. Poté, co jí ho muž podá a začne se jí dvořit, vjede vlak do železničního tunelu, což způsobí naprostou tmu. Když se znovu objeví denní světlo, mladý muž je přistižen, jak dává polibek na tvář služebné, která si v tunelu prohodila místo se slečnou. Mladík se na závěr v úleku navrátí ke čtení novin, zatímco obě paní se mu hlasitě smějí.

## Obsazení
| Bertha Regustus     | služka |
| Gilbert M. Anderson | svůdce |